# Клінтонвілл (Пенсільванія)
Клінтонвілл (англ. Clintonville) — місто (англ. borough) в США, в окрузі Венанго штату Пенсільванія. Населення — 439 осіб (2020).

## Географія
Клінтонвілл розташований за координатами 41°12′4″ пн. ш. 79°52′28″ зх. д. / 41.20111° пн. ш. 79.87444° зх. д. (41.201025, -79.874512).  За даними Бюро перепису населення США в 2010 році місто мало площу 2,83 км², з яких 2,83 км² — суходіл та 0,01 км² — водойми.

## Демографія
Згідно з переписом 2010 року, у селищі мешкало 508 осіб у 221 домогосподарстві у складі 134 родин. Густота населення становила 179 осіб/км².  Було 243 помешкання (86/км²).
Расовий склад населення:
| - 97,8 % — білих - 1,2 % — азіатів - 0,4 % — корінних американців |

До двох чи більше рас належало 0,6 %. Частка іспаномовних становила 1,0 % від усіх жителів.
За віковим діапазоном населення розподілялося таким чином: 21,1 % — особи молодші 18 років, 65,7 % — особи у віці 18—64 років, 13,2 % — особи у віці 65 років та старші. Медіана віку мешканця становила 37,3 року. На 100 осіб жіночої статі у селищі припадало 104,0 чоловіків;  на 100 жінок у віці від 18 років та старших — 98,5 чоловіків також старших 18 років.
Середній дохід на одне домашнє господарство  становив 50 416 доларів США (медіана — 45 865), а середній дохід на одну сім'ю — 63 799 доларів (медіана — 56 094). За межею бідності перебувало 15,2 % осіб, у тому числі 21,8 % дітей у віці до 18 років та 5,4 % осіб у віці 65 років та старших.
Цивільне працевлаштоване населення становило 201 особа. Основні галузі зайнятості: науковці, спеціалісти, менеджери — 15,4 %, виробництво — 14,4 %, освіта, охорона здоров'я та соціальна допомога — 10,9 %, транспорт — 10,4 %.